# Saison 2 de Game of Thrones
Chronologie
Saison 1 Saison 3
Cet article présente la deuxième saison de la série télévisée américaine de fantasy épique Game of Thrones diffusée pour la première fois sur HBO du 1er avril au 3 juin 2012, le dimanche à 21 h. Composée de dix épisodes d'une durée d'environ 52 minutes, elle couvre approximativement l'histoire du deuxième volume, A Clash of Kings, de la saga de fantasy Le Trône de fer (A Song of Ice and Fire) de George R. R. Martin.
Après la mort du roi Robert Baratheon et d'Eddard Stark, la légitimité du roi Joffrey est contestée par Stannis et Renly, frères de Robert, tandis que Sansa Stark est retenue comme otage à Port-Réal. Robb Stark poursuit sa rébellion pour venger son père et libérer sa sœur, bien que personne ne sache où se trouve Arya Stark. Balon Greyjoy lui profite du chaos ambiant pour prendre son autonomie en demandant à son fils Theon de trahir les Stark et de prendre Winterfell. Lord Tywin Lannister, père de la reine Cersei et grand-père du roi, qui détient Arya sans le savoir, continue de son côté à lutter à la fois contre les Baratheon et contre les Nordiens de Robb Stark. Chaque camp cherche de nouveaux alliés et la guerre des Cinq Rois se prolonge, ignorant la menace d'au-delà du Mur. Au Nord, le Lord Commandant Jeor Mormont continue de guider la Garde de Nuit face aux Sauvageons, soutenu par Jon Snow, cherchant désespérément un moyen d'arrêter la marche de leur immense armée vers le sud. Après quoi, le retour des Marcheurs blancs est officiellement acté. De l'autre côté du détroit, après avoir perdu les Dothraki, Daenerys Targaryen emmène ses dragons jusqu'à la cité de Qarth, où elle espère trouver un appui en vue de reconquérir les Sept Couronnes.

## Synopsis
À Port-Real, les sœurs de Robb Stark ont la vie dure. Arya a été évacuée de la capitale après l’exécution de son père et se fait passer pour un garçon nommé Ary pour échapper aux manteaux d'or qui la recherchent activement. Sansa, elle, est toujours la prisonnière des Lannister ainsi que le souffre-douleur du roi Joffrey qui prend un malin plaisir à la tourmenter sans cesse, alors qu'elle est toujours promise à ce dernier. Par ailleurs, celle-ci a eu ses premières règles ce qui signifie qu'elle devrait porter l'enfant de Joffrey, chose qui l'inquiète et qu'elle essaie de cacher. De son côté, Joffrey est très peu populaire chez le peuple, et a tendance à régulièrement déclencher des émeutes à cause de ses provocations, émeutes qui mettront plusieurs fois Sansa en danger, sauvée in extremis par Sandor « le limier » Clegane, le garde du roi, et Tyrion Lannister, qui en fera sa protégée. Joffrey, lui, se pose des questions et demande à Cersei si les rumeurs concernant sa relation consanguine avec Jaime sont fondées, ce à quoi elle répondra non. Par ailleurs, Cersei découvrira l'existence de nombreux bâtards de Robert, dus notamment à sa grande fréquentation de maisons de prostitution ; elle décide donc de tous les faire tuer pour éliminer toute concurrence. Cependant, Gendry, l'un d'entre eux, réussit à échapper aux manteaux d'or et rejoint Arya dans son groupe d'extraction qui part rejoindre la garde de nuit.
Lors de ce convoi, ils sont interrompus une première fois par les manteaux d'or, qui finissent par rentrer bredouille, puis, une deuxième fois où cette fois-ci les manteaux d'or tuent les convoyeurs et capturent les enfants pour les emmener à Harrenhall, pensant avoir tué le bâtard recherché par une ruse d'Arya, qui a aussi sauvé la vie d'un certain Jaqen H'Ghar lors de la confrontation. Arrivés à Harrenhall, ils sont placés dans un box où chaque personne choisie au hasard est torturée par Gregor « La montagne » Clegane pour obtenir des informations sur « la fraternité sans bannière ». Ce camp sert en réalité de base d'opération pour Tywin Lannister où il met en place ses plans pour mettre en échec le clan Stark. De retour sur le camp, il ordonne à « La montagne » de libérer les prisonniers enfermés dans le box et les laisser travailler au camp. Il se rendra vite compte qu'Ary n'est pas celui qu'il prétend et que c'est Arya déguisée (du moins, il sait que c'est une fille sans pour autant connaître son identité) et la prendra comme intendante. Ensuite, pour avoir sauvé trois vies lors de l'attaque du convoi et pour rétablir l'équilibre, Jaqen H'Ghar demande à Arya de choisir trois vies à prendre en demandant les prénoms de ceux qu'elle souhaite voir mourir (meurtre dont il se chargera). Elle cible Le Titilleur, qui torture des prisonniers, Amory Lorch (chevalier de la maison Lannister qui a failli la démasquer) et pour finir, ordonne à Jaqen de tuer Jaqen lui-même. En réalité, Arya a appris que Tywin Lannister voulait s’en prendre à son frère Robb et elle veut quitter le château au plus vite. Comme Jaqen refuse de se tuer lui-même, elle négocie avec lui pour qu’il l’aide à fuir Harrenhal, ce qu’il accepte. Jaqen propose ensuite à Arya de l’accompagner dans la ville de Braavos, sur le continent d’Essos, où elle pourrait apprendre à tuer sur commande comme il le fait lui, mais elle veut d’abord retrouver sa famille. Il lui remet une pièce et lui apprend les mots « Valar Morghulis » qu’elle devra prononcer si elle souhaite un jour le retrouver. On découvre qu’il connaissait sa véritable identité et qu’il peut changer de visage à loisir.
De son côté, Robb Stark continue son avancée avec son armée grâce à un pacte avec Walder Frey, qui stipule que Robb épousera une fille Frey contre la possibilité de traverser la rivière et pouvoir libérer Vivesaigues alors assiégée par les Lannister. Cependant, sur le champ de bataille, il tombe amoureux de Talissa Maegyr, une soigneuse originaire de la cité libre de Volantis, et malgré les sermons de sa mère, il décide d'épouser Talissa et ainsi trahit sa promesse envers Walder Frey. Robb Stark tentera de conclure plusieurs autres pactes et alliances, en envoyant notamment sa mère négocier une alliance avec Renly Baratheon, le benjamin de la maison Baratheon, mais qui possède une armée phénoménale de près de 100 000 hommes. Pendant ce temps, dans le fief, Brienne de Torth, une chevalière très robuste, bat aisément le chevalier Loras Tyrell, héritier de la maison Tyrell, et demande à intégrer la garde rapprochée de Renly. L'armée puissante de Renly attire la convoitise et de nombreuses personnes ont déjà tenté de négocier avec lui, dont « littlefinger », ou encore son propre frère Stannis Baratheon, qui lui a demandé de se soumettre à son autorité, ce que Renly refusera estimant qu'il serait un meilleur roi que son aîné. Melissandre, la conseillère de Stannis, créera une sorte d'ombre qui tuera Renly alors qu'il s’apprêtait à accepter une alliance avec Robb Stark. La mort de ce dernier divisera les troupes dont la plupart iront se ranger du côté de Stannis Baratheon. Les Tyrell, quant à eux, retourneront à Hautjardin trouver une autre solution pour le trône de fer.
Stannis Baratheon, estimant qu'il a suffisamment de troupes pour attaquer Port-Réal se lance à l’assaut de la baie de la Nera avec ses bateaux dégotés par Ser Davos. Tyrion s'attache à organiser la défense de la capitale, étant le seul à pouvoir mettre au point un plan qui tienne la route, Tywin étant occupé dans les Conflans, et Jaime, toujours prisonnier de Robb Stark. Sa stratégie est de détruire une bonne partie de la flotte de Stannis à l'aide d'un bateau empli de « feu grégeois », une substance hautement explosive. Pari réussi cependant, Stannis et une partie de son armée réussissent à débarquer au niveau de la porte de la gadoue et le corps de soldats mené par « le limier » subit de lourdes pertes. Le roi Joffrey apeuré déserte le combat et retourne voir sa mère, Clegane fait de même à cause de sa phobie du feu. Alors que l'on pensait la défaite inévitable, les armées de Tywin Lannister et Loras Tyrell font alors une apparition spontanée et réussissent à repousser Stannis Baratheon, qui se voit obligé de rentrer à Peyredragon. La victoire du clan Lannister leur permet de renforcer un peu plus encore leur mainmise sur le trône, Tywin prend finalement son rôle de main du roi et fait de Tyrion le grand argentier. Ce dernier répond à son père qu'il en espérait un peu plus après avoir quasiment sauvé Port-Réal, son père lui répondant alors « quelle contribution ? » : en effet, Joffrey s'est attribué tout le mérite de la bataille passant sous silence toute la contribution de son oncle.
Dans le même temps, Robb propose un marché à Cersei. Il fait livrer Jaime Lannister contre ses deux sœurs et sa reconnaissance du Nord indépendant avec lui en tant que roi du nord, proposition qu'elle rejette. Finalement, Catelyn Stark fait libérer « le régicide » et le fait escorter par Brienne jusqu'à Port-Réal espérant qu'on lui rende ses filles, ce qui provoquera la colère de Robb ainsi que des tensions dans son propre clan.
Parallèlement, Balon Greyjoy veut profiter de la guerre pour prendre son autonomie, son fils Theon lui propose une alliance avec Robb Stark mais il refuse catégoriquement, demandant même à Theon, pour prouver sa valeur, d'envahir Winterfell en l'absence de Robb. Theon est partagé entre trahir les Stark et trahir son père, il décide finalement d'attaquer Winterfell, et, pour montrer sa valeur à ses hommes, d’exécuter le maître d'arme Ser Rodrick Cassel. Mais le lendemain, il se rend compte que Bran et Rickon ont disparu, s'étant enfuis pendant la nuit, aidés par Hodor et Osha. Theon, ne voulant pas perdre la face après avoir découvert cette évasion, va tuer deux enfants du voisinage qu’il fait passer pour Bran et Rickon. Il perd le respect de ses hommes et finit par être livré aux Bolton, envoyés par Robb Stark pour reprendre Winterfell. Bran et Rickon, eux, partent en direction du mur pour rejoindre Jon Snow.
Sur Essos, à la mort de Drogo, la quasi-totalité des Dothrakis ont abandonné Daenerys alors qu'ils sont perdus en plein désert. Elle envoie des éclaireurs pour essayer de trouver une ville où se ravitailler. Le groupe trouve refuge dans la ville de Qarth, où tout d'abord le conseil des treize lui refuse l'entrée par peur d'être pillés par la Khalessi, mais ils sont admis grâce à l’intervention de l’un des 13 marchands qui dirigent la ville, Xaro Xhoan Daxos, un ancien bandit repenti. L’homme a organisé une fête en son honneur, où elle fait la connaissance de Pyat Pree, un homme étrange qui l'invite à lui rendre visite à l’Hôtel des Nonmourants. Elle ne souhaite cependant pas s'y rendre, estimant n'y trouver aucun intérêt. Xaro Xhoan Daxos annonce qu’il accepte de financer l’expédition de Daenerys à Westeros à condition qu’elle l’épouse, ce qu'elle refusera, ne voulant pas de mariage. Mais à son retour de la soirée, elle découvre ses gardes assassinés et ses dragons disparus. Le coupable du vol n'est autre que Pyat Pree, qui les a enfermés dans l’Hôtel des Nonmourrants pour pousser Daenerys à y aller. Daenerys s’y rend et, après avoir affronté quelques épreuves, retrouve ses trois dragons et les pousse à brûler vif Pyat Pree. Elle découvre ensuite que sa propre servante Doreah l’a trahie en couchant avec Xaro Xhoan Daxos, et se venge des deux en les emmurant vivants, avant de piller Qarth et de quitter la ville pour continuer la conquête de la baie des Serfs.
À Châteaunoir, la Garde de nuit mène une expédition au-delà du Mur menée par Jeor Mormont, dont Jon Snow et Samwell Tarly font tous deux partie. Ils font escale au nord du mur chez Craster, un homme qui n’a que des filles et couche avec certaines d’entre elles. Il interdit par ailleurs formellement à la Garde de Nuit toute forme d'intimité avec elles. Jon Snow est révulsé mais le commandant de la Garde Jeor Mormont lui somme de ne rien dire qui pourrait le contrarier, car c’est grâce à Craster que la Garde obtient des informations sur ce qui se passe au nord du Mur. Sam engage un jour la conversation avec Vère, l’une des filles de Craster, qui est enceinte, et lui confie qu’elle a peur de ce qu'il adviendra de son bébé si c’est un garçon. Jon Snow surprend justement Craster alors qu’il fait don d'un bébé garçon aux marcheurs blancs avec lesquels il a conclu un pacte. Craster est furieux d’avoir ainsi été espionné et il chasse de chez lui les hommes de la Garde de nuit. Ceux-ci n’ont donc d’autre choix que de continuer leur expédition. Ils rejoignent Qhorin Mimain, un vieux ranger expérimenté, qui monte une patrouille destinée à aller tuer des éclaireurs qui travaillent pour le compte de Mance Rayder, un sauvageon considéré comme le roi du peuple libre, car il a réussi à unifier tous les peuples du nord du mur. Jon Snow intègre cette patrouille tandis que Sam reste auprès de son commandant. Qhorin et sa troupe parviennent à tuer tous les éclaireurs sauf une femme, Ygrid. Qhorin charge Jon de l’exécuter mais il hésite brièvement et elle saisit l’occasion pour s’enfuir. Le temps qu’il la rattrape, il a perdu la trace de la patrouille et est contraint de devoir rester avec elle et de passer la nuit ensemble pour ne pas succomber au froid. Le lendemain, Ygrid tente de le convaincre de rejoindre les Sauvageons. Snow refuse et lui répond qu'il est fidèle à la garde de nuit. Finalement Ygrid le conduit dans une embuscade. Qhorin Mimain a lui aussi été capturé, cependant il met un plan en place où Jon devra le tuer pour qu'il reste en vie et qu'il soit accepté par le peuple libre. Il fait en sorte de provoquer un duel avec Jon Snow en poussant ce dernier à le tuer et se sacrifie afin que les Sauvageons pensent que Jon a trahi la Garde. Il pourra ainsi se glisser dans leurs rangs et servir d’espion pour le compte de la Garde de nuit. Pendant ce temps, le reste des hommes dont Sam fait partie entendent trois coups de cor, le signal sonore qui annonce l’arrivée imminente de marcheurs blancs. Paralysé par la peur, Sam, alors que ses compères s'enfuient et le laissent sur place, se cache derrière un rocher et se confronte pour la première fois aux marcheurs blancs.

## Distribution

### Acteurs principaux
- Nikolaj Coster-Waldau (VF : Damien Boisseau) : Jaime Lannister (épisode 1, de retour dans l'épisode 7)
- Peter Dinklage (VF : Constantin Pappas) : Tyrion Lannister
- Michelle Fairley (VF : Ninou Fratellini) : Lady Catelyn Stark
- Lena Headey (VF : Laurence Bréheret) : Cersei Lannister
- Emilia Clarke (VF : Marie Tirmont) : Daenerys Targaryen
- Kit Harington (VF : Benjamin Penamaria) : Jon Snow
- Aidan Gillen (VF : Yann Guillemot) : Petyr Baelish, dit Littlefinger
- Charles Dance (VF : Philippe Catoire) : Tywin Lannister
- Liam Cunningham (VF : Jean-Louis Faure) : Davos Mervault (épisodes 1 à 9)
- Richard Madden (VF : Stéphane Fourreau) : Robb Stark
- Sophie Turner (VF : Kelly Marot) : Sansa Stark
- Maisie Williams (VF : Alice Orsat) : Arya Stark
- Isaac Hempstead-Wright (VF : Maeldan Wilmet) : Bran Stark
- Alfie Allen (VF : Damien Ferrette) : Theon Greyjoy
- John Bradley-West (VF : Emmanuel Gradi) : Samwell Tarly
- Jack Gleeson (VF : Thomas Sagols) : Joffrey Baratheon
- Rory McCann (VF : Guillaume Orsat) : Sandor Clegane, dit « Le Limier »
- Stephen Dillane (VF : Michel Dodane) : Stannis Baratheon
- Carice van Houten (VF : Annie Milon) : Mélisandre
- Natalie Dormer (VF : Sandra Valentin) : Margaery Tyrell
- James Cosmo (VF : Yves-Henry Salerne) : Jeor Mormont
- Jerome Flynn (VF : Richard Leroussel) : Bronn
- Conleth Hill (VF : Alain Flick) : Varys
- Sibel Kekilli (VF : Nadine Girard) : Shae
- Gethin Anthony (VF : Stéphane Pouplard) : Renly Baratheon (épisodes 1 à 5)
- Finn Jones (VF : Paolo Domingo) : Ser Loras Tyrell
- Tom Wlaschiha (VF : Laurent Larcher) : Jaqen H'Ghar
- Nonso Anozie (VF : Thierry Desroses) : Xaro Xhoan Daxos
- Gemma Whelan (VF : Chantal Baroin) : Yara Greyjoy
- Kristian Nairn : Hodor
- Natalia Tena (VF : Céline Ronté) : Osha
- Art Parkinson (VF : Antoine Fonck) : Rickon Stark
- Ralph Ineson (VF : Gérard Sergue) : Dagmer Cleftjaw
- Iain Glen (VF : Patrick Béthune) : Jorah Mormont
- Donald Sumpter (VF : Jean-Claude Donda) : Mestre Luwin

### Acteurs récurrents
Au nord du mur :
- Mark Stanley (VF : Julien Meunier) : Grenn (5 épisodes)
- Ben Crompton (VF : Mathieu Uhl) : Eddison Tollett (5 épisodes)
- Rose Leslie (VF : Karine Foviau) : Ygrid (4 épisodes)
- Simon Armstrong (VF : Frédéric Cerdal) : Qhorin Mimain (4 épisodes)
- Robert Pugh (VF : Jean-Claude Sachot) : Craster (3 épisodes)
- Hannah Murray (VF : Astrid Adverbe) : Vère (3 épisodes)
- Edward Dogliani : le seigneur des os (2 épisodes)

Dans le Nord :
- Ron Donachie (VF : Sylvain Lemarié) : Ser Rodrik Cassel (3 épisodes)

Dans les Îles de fer :
- Forbes KB : Black Lorren (4 épisodes)
- Patrick Malahide (VF : Mario Pecqueur) : Lord Balon Greyjoy (2 épisodes)

Dans le Sud :
- Gwendoline Christie (VF : Vanina Pradier) : Brienne De Torth (7 épisodes)
- Kerr Logan (VF : Tristan Petitgirard) : Matthos Mervault (4 épisodes)
- Fintan McKeown (VF : Jean-Christophe Lebert) : Ser Amory Lorch (4 épisodes)
- Ian Whyte : Ser Gregor Clegane (3 épisodes)
- Ian Gelder : Ser Kevan Lannister (1 épisode)
- Lucian Msamati : Salladhor Saan (1 épisode)

À Port-Réal :
- Julian Glover (VF : Jean Lescot) : Grand Maester Pycelle (5 épisodes)
- Esmé Bianco (VF : Marie Diot) : Ros (5 épisodes)
- Aimee Richardson (VF : Bénédicte Bosc) : la princesse Myrcella Baratheon (4 épisodes)
- Callum Wharry (VF : Victor Quilichini) : le prince Tommen Baratheon (4 épisodes)
- Eugene Simon (VF : Nathanel Alimi) : Lancel Lannister (3 épisodes)
- Ian Beattie : Ser Meryn Trant (3 épisodes)
- Daniel Portman (VF : Benjamin Gasquet) : Podrick Payne (3 épisodes)
- Tony Way : Ser Dontos Hollard (3 épisodes)
- Dominic Carter (VF : Michel Prud'homme) : Janos Slynt (2 épisodes)
- Roy Dotrice : Wisdom Hallyne (2 épisodes)
- Wilko Johnson : Ser Ilyn Payne (1 épisode)

À Essos :
- Steven Cole : Kovarro (8 épisodes)
- Amrita Acharia (VF : Olivia Nicosia) : Irri (5 épisodes)
- Roxanne McKee (VF : Bénédicte Bosc) : Doreah (4 épisodes)
- Ian Hanmore (VF : Vincent Violette) : Pyatt Pree (4 épisodes)
- Nicholas Blane (VF : Jean-Pierre Gernez) : Le roi des épices (3 épisodes)
- Laura Pradelska : Quaithe (2 épisodes)
- Elyes Gabel : Rakharo (1 épisode)

Dans le camp Stark :
- Oona Chaplin (VF : Sylvie Jacob) : Talisa Maegyr (5 épisodes)
- Michael McElhatton (VF : Olivier Rodier) : Lord Roose Bolton (5 épisodes)
- Karl Davies : Ser Alton Lannister (3 épisodes)
- John Stahl (VF : Achille Orsoni) : Lord Rickard Karstark (2 épisodes)

Voyageant vers le Mur :
- Joe Dempsie (VF : Pascal Nowak) : Gendry (7 épisodes)
- Ben Hawkey (VF : Jean-Philippe Pertuit) : Tourte Chaude (7 épisodes)
- Francis Magee (VF : Patrick Messe) : Yoren (3 épisodes)
- Eros Vlahos (VF : Gabriel Bismuth-Bienaimé) : Lommy Greenhands (3 épisodes)
- Andy Beckwith (en) (VF : Fabrice Lelyon) : Rorge (3 épisodes)
- Gerard Jordan : Biter (3 épisodes)

## Production
HBO a commandé la deuxième saison le 19 avril 2011, soit deux jours après le début de la diffusion de la première.

### Tournage
Lors de la deuxième saison, Dubrovnik en Croatie a été choisie en remplacement de Malte, essentiellement pour le tournage des scènes se déroulant à Port-Réal.

## Liste des épisodes

### Épisode 1:Le Nord se souvient
- États-Unis : 1er avril 2012 sur HBO[2]
- France :
  - 3 juin 2012 sur Orange Cinéchoc[3],[4]
  - 26 décembre 2013 sur Canal+
  - 29 septembre 2014 sur D8
- Québec : 12 août 2012 sur Super Écran[5]

- États-Unis : 3,86 millions de téléspectateurs[6] (première diffusion)

- Donald Sumpter (Maester Luwin)
- Ron Donachie (Ser Rodrik Cassel)
- Julian Glover (Grand Maester Pycelle)
- Robert Pugh (Craster)
- Natalia Tena (Osha)
- Oliver Ford Davies (Maester Cressen)
- Mark Stanley (Grenn)
- Ben Crompton (Eddison Tollett)
- Joseph Dempsie (Gendry)
- Ben Hawkey (Hot Pie)
- Eros Vlahos (Lommy Greenhands)
- Roxanne McKee (Doreah)
- Amrita Acharia (Irri)
- Elyes Gabel (Rakharo)
- Steven Cole (Kovarro)
- Kristian Nairn (Hodor)
- Esmé Bianco (Ros)
- Dominic Carter (Janos Slynt)
- Kerr Logan (Matthos Seaworth)
- Tony Way (Ser Dontos Hollard)
- Hannah Murray (Une fille de Craster)
- Karl Davies (Alton Lannister)
- Ian Beattie (Meryn Trant)
- Sahara Knite (Armeca)
- Masie Dee (Daisy)
- Antonia Christophers (Mhaegen)
- Aimee Richardson (Myrcella Baratheon)
- Callum Wharry (Tommen Baratheon)
- Andrew Wilde (Tobho Mott)
- Dennis Stokes (Willem Lannister)

À Port-Réal, le roi Joffrey fête son anniversaire en organisant des duels. Mais l'un des duellistes, Dontos Hollard, arrive saoul et se voit « invité » par le roi à boire, jusqu'à ce que Sansa et Sandor Clegane parviennent à le convaincre de l'épargner. Au même moment arrive Tyrion pour occuper ses fonctions de Main du Roi, ce qui déplaît beaucoup à Cersei, d'autant que le nain reproche à sa sœur son incompétence à gérer son fils, ainsi que la disparition d'Arya. Lors d'un entretien, Cersei réfrène les ambitions de Lord Baelish et lui demande de retrouver la jeune Stark.
Alors que l'été prend fin, Winterfell commence à se préparer pour le prochain hiver. Après un rêve prophétique, Bran, porté par Hodor et accompagné de Osha, se promènent dans le Bois sacré. Ils observent une comète rouge et émettent plusieurs interprétations possibles, dont le retour des dragons.
À Essos, Daenerys, accompagnée de ses trois dragons ainsi que Jorah et le reste de son khalasar, sont épuisés et affamés par la traversée du désert Rouge. Progressant vers l'est, la Khaleesi demande à trois éclaireurs, dont le fidèle Rakharo, d'explorer plus loin dans trois directions différentes, afin de prévenir tout danger et de trouver des cités où se ravitailler.
Au-delà du Mur, Jon Snow et la Garde de Nuit s'arrêtent dans la demeure de Craster pour demander l'hospitalité. La requête est acceptée à condition de respecter une règle : les gardes ne doivent pas toucher à ses filles, qui sont aussi ses femmes. Craster affirme que le chef des sauvageons, Mance Rayder, un ancien déserteur de la Garde de nuit, est en train de rassembler une armée avec pour seul but possible le sud.
Sur l'île de Peyredragon (ancienne place forte des Targaryen), la prêtresse rouge Melisandre exécute un rituel afin de bannir les anciens dieux en lieu et place du maître de la lumière, au profit de Stannis Baratheon et de ses hommes. Le mestre craint cependant que cela les mènera à une guerre perdue d'avance. Stannis se déclare héritier légitime du trône de fer et envoie des messages à travers tout Westeros à propos des infants incestueux de Cersei Lannister et de son frère Jaime. Toutefois, il refuse de s'allier avec son frère Renly tout comme Robb Stark, malgré les recommandations de son fidèle conseiller et chevalier Davos Mervault. Craignant l'influence de Melisandre, le Mestre tente de la tuer, mais ce faisant, il se sacrifie tout en échouant dans sa tentative.
Poursuivant sa campagne contre les Lannister, Robb Stark informe Jaime - toujours captif - du message de Stannis, et les raisons qui ont poussé les Lannister à s'en prendre aux siens. Mais le jeune Roi du Nord fait un geste politique : il demande à Alton Lannister, cousin de Jaime et captif lui aussi, de retourner à Port-Réal pour demander les ossements de son père, le retour de Sansa et Arya, ainsi que l'indépendance du Nord. Sachant que les Lannister refuseront, Theon suggère de retourner aux Îles de Fer afin de rallier son père Belon Greyjoy et ses navires à la cause des Stark. Catelyn désapprouve et souhaite revenir à Winterfell, mais son fils l'envoie négocier une alliance avec Renly Baratheon.

### Épisode 2:Les Contrées nocturnes
- États-Unis : 8 avril 2012 sur HBO[2]
- France :
  - 10 juin 2012 sur Orange Cinéchoc[4]
  - 26 décembre 2013 sur Canal+
  - 29 septembre 2014 sur D8
- Québec : 19 août 2012 sur Super Écran

- États-Unis : 3,76 millions de téléspectateurs[7] (première diffusion)

- Julian Glover (Grand Maester Pycelle)
- Robert Pugh (Craster)
- Patrick Malahide (Balon Greyjoy)
- Francis Magee (Yoren)
- Dominic Carter (Janos Slynt)
- Tom Wlaschiha (Jaqen H'ghar)
- Joseph Dempsie (Gendry)
- Mark Stanley (Grenn)
- Ben Crompton (Dolorous Edd Tollet)
- Roxanne McKee (Doreah)
- Amrita Acharia (Irri)
- Steven Cole (Kovarro)
- Ben Hawkey (Hot Pie)
- Esmé Bianco (Ros)
- Eros Vlahos (Lommy Geenhands)
- Andy Beckwith (Rorge)
- Gemma Whelan (Yara Greyjoy)
- Kerr Logan (Matthos Seaworth)
- Lucian Msamati (Salladhor Saan)
- Hannah Murray (Gilly)
- Karl Davies (Alton Lannister)
- Amy Dawson (La fille du capitaine)
- Sahara Knite (Armeca)
- Daniel Portman (Podrick Payne)
- Ian Whyte (Gregor Clegane)
- Dennis Stokes (Willem Lannister)

Le convoi de Yoren est rattrapé par deux manteaux d'or à la recherche de Gendry, mais Yoren s'interpose, étant sous la juridiction de la Garde de Nuit. Parmi le convoi, un mystérieux homme enfermé dans un chariot, Jaqen H'ghar, tente de sympathiser avec Arya. La jeune fille révèle à Gendry sa filiation à la maison Stark, mais le garçon promet de garder le secret.
Par-delà le détroit, la tête de Rakharo est retrouvée dans la sacoche de son cheval. Soupçonnant un khal d'avoir commis cet acte, Daenerys est de plus en plus isolée, tandis qu'Irri pleure la perte de l'homme qu'elle aimait.
À Port-Réal, Varys rencontre Shae venue dans la capitale avec Tyrion sans le consentement de son père, mais l'eunuque promet de ne rien dire. Lors de la réunion du conseil restreint, Cersei, désormais amante de son cousin Lancel, refuse les conditions de paix de Robb Stark et ignore la demande de renfort au Mur pour combattre les morts vivants dont elle nie l'existence même. Alors que la ville est encore marquée par le massacre des bâtards du roi Robert par les Manteaux d'Or, Tyrion fait renvoyer le Lord Janos Slynt à Châteaunoir et nomme Bronn commandant du Guet à sa place.
Après neuf ans d'absence, Theon Greyjoy retourne sur les îles de Fer dans le but de réunir une flotte pour accompagner l'armée de Robb Stark. Or, Balon Greyjoy renie son fils au profit de sa sœur Yara (que Theon avait pris pour une servante), une femme combattante et aguerrie en mer. De plus, il lui informe que les Fer-nés ne se battront pas contre les Lannister.
À Peyredragon, Davos, accompagné de son fils Matthos, rallie à sa cause le pirate Salladhor Shan, qui le soutiendra avec sa flotte de trente navires. Malgré cette bonne nouvelle, Stannis peste envers son frère Renly car il possède un grand nombre de soldats qui lui reviennent de droit. Mélisandre se donne alors à Stannis pour, selon ses dires, lui donner un fils qu'il n'a jamais eu. 

### Épisode 3:Ce qui est mort ne saurait mourir
- États-Unis : 15 avril 2012 sur HBO[2]
- France :
  - 17 juin 2012 sur Orange Cinéchoc[4]
  - 2 janvier 2014 sur Canal+
  - 6 octobre 2014 sur D8
- Québec : 26 août 2012 sur Super Écran

- États-Unis : 3,77 millions de téléspectateurs[8] (première diffusion)

- Donald Sumpter (Maester Luwin)
- Natalie Dormer (Margaery Tyrell)
- Julian Glover (Grand Maester Pycelle)
- Joseph Dempsie (Gendry)
- Ron Donachie (Ser Rodrik Cassel)
- Robert Pugh (Craster)
- Patrick Malahide (Balon Greyjoy)
- Francis Magee (Yoren)
- Gethin Anthony (Renly Baratheon)
- Tom Wlaschiha (Jaqen H'ghar)
- Gwendoline Christie (Brienne of Tarth)
- Finn Jones (Loras Tyrell)
- Ben Hawkey (Hot Pie)
- Eros Vlahos (Lommy Greenhands)
- Gemma Whelan (Yara Greyjoy)
- Kristian Nairn (Hodor)
- Hannah Murray (Gilly)
- Fintan McKeown (Amory Lorch)
- Andy Kellegher (Polliver)
- Andy Beckwith (Rorge)
- Aimee Richardson (Myrcella Baratheon)
- Callum Wharry (Tommen Baratheon)
- Masie Dee (Daisy)
- Tobias Winter (Timmett)

Jon Snow a découvert que Craster offre ses bébés garçons aux Marcheurs blancs, mais le Lord Commandant Jeor Mormont lui avoue qu'il le savait. Craster, furieux, exige néanmoins le départ immédiat de la Garde de Nuit. Du côté de Winterfell, Bran conte ses rêves à mestre Luwin, qui lui suggère de rationaliser sa pensée.
Lady Catelyn Stark parvient à obtenir le soutien de Renly Baratheon. Le prétendant au trône met alors Catelyn sous la responsabilité de Brienne de Torth, une combattante émérite, et les deux femmes sympathisent. Mais l'homosexualité de Renly et sa relation avec Loras Tyrell mettent à mal sa légitimité pour gouverner. Margaery, sœur de Loras et épouse de Renly, est au fait de leur relation mais lui demande d'enfanter avec elle afin d'éviter les préjudices à venir.
Balon Greyjoy prévoit de piller et d'envahir le royaume du Nord pendant l'absence des armées en route vers Port-Réal. Theon tente toutefois de nouer une alliance entre les Fer-nés et les Stark, mais doit se résigner devant le refus catégorique de son père. Face au dilemme entre sa famille de sang ou de cœur, Theon décide de rejoindre la cause des Fer-nés.
À la capitale, Tyrion met Shae au service de Sansa. La Main du roi souhaite aussi renforcer les liens entre les Lannister et une autre grande maison tout en identifiant l'espion de Cersei au sein du Conseil Restreint. Il dévoile donc des versions différentes de son projet de mariage de la petite Myrcella : avec le fils de la maison Martell à l'archimestre Pycelle, avec Robyn Arryn à Baelish et avec Theon Greyjoy à Varys, tout en demandant de ne rien dire à Cersei. Dès que la reine invective son frère du projet de mariage de sa fille avec l'un des fils Martell à Dorne (version confiée à Pycelle), Tyrion fait enfermer l'archimestre aux cachots pour trahison après avoir chargé Littlefinger de négocier avec Catelyn Stark la libération de Jaime. 

### Épisode 4:Le Jardin des os
- États-Unis : 22 avril 2012 sur HBO[2]
- France :
  - 24 juin 2012 sur Orange Cinéchoc[4]
  - 2 janvier 2014 sur Canal+
  - 6 octobre 2014 sur D8
- Québec : 2 septembre 2012 sur Super Écran

- États-Unis : 3,65 millions de téléspectateurs[9] (première diffusion)

- Gethin Anthony (Renly Baratheon)
- Nonso Anozie (Xaro Xhoan Daxos)
- Nicholas Blane (Le Roi des épices)
- Michael McElhatton (Roose Bolton)
- Joseph Dempsie (Gendry)
- Eugene Simon (Lancel Lannister)
- Oona Chaplin (Talisa)
- Gwendoline Christie (Brienne of Tarth)
- Ian Hanmore (Pyat Pree)
- Roxanne McKee (Doreah)
- Amrita Acharia (Irri)
- Steven Cole (Kovarro)
- Ben Hawkey (Hot Pie)
- Finn Jones (Loras Tyrell)
- Esmé Bianco (Ros)
- Ian Whyte (Gregor Clegane)
- Ian Beattie (Meryn Trant)
- Tony Way (Dontos Hollard)
- Anthony Morris (Tickler)
- David Fynn (Rennick)
- Andy Kellegher (Polliver)
- Masie Dee (Daisy)

Robb Stark et son banneret Lord Roose Bolton gagnent de nouvelles batailles. Robb se prend aussi d'affection pour Talisa, une guérisseuse à la franche répartie. Les victoires du Roi du Nord agacent le roi Joffrey qui se venge sur Sansa, heureusement soutenue par Tyrion à la Cour. Le nain convient avec Bronn d'offrir du bon temps au roi pour faire de lui un homme. Mais le jeune monarque oblige l'une d'elles, Ros, à frapper à mort une autre prostituée pour son plaisir dans un jeu sadique. Tyrion accepte de faire libérer Pycelle mais fait également chanter son cousin Lancel, nouvel amant incestueux de Cersei, pour connaître les faits et gestes de la reine.
Dans le sud, Lord Baelish vient parlementer au camp de Renly Baratheon. Catelyn reçoit aussi la visite de Baelish qui propose de relâcher Jaime contre ses filles. En guise de bonne foi, il lui remet le corps de Ned Stark pour être enterré dans la crypte de Winterfell. Le lendemain, Catelyn tente de réconcilier les frères Baratheon pour s'allier contre les Lannister, mais chacun campe sur sa position, jusqu'au dernier ultimatum de Stannis et Mélisandre. Le soir, Stannis demande à Davos d'accompagner la femme rouge à une grotte, où la prêtresse met au monde sa progéniture, une créature visqueuse et fantomatique.
À Harrenhal, Gregor Clegane, dit la Montagne, fait torturer et tuer les prisonniers capturés pour savoir où se cache une certaine Fraternité sans bannière. Pour Arya qui observe le carnage, la liste d'hommes à éliminer s'allonge. Vient alors le tour de Gendry, au moment où Tywin Lannister arrive sur place et ordonne qu'on les mette plutôt au travail. Il remarque tout de suite qu'Arya est une fille sans pour autant connaître son identité, et décide de la mettre à son service.

### Épisode 5:Le Fantôme d'Harrenhal
- États-Unis : 29 avril 2012 sur HBO[2]
- France :
  - 1er juillet 2012 sur Orange Cinéchoc[4]
  - 9 janvier 2014 sur Canal+
  - 13 octobre 2014 sur D8
- Québec : 9 septembre 2012 sur Super Écran

- États-Unis : 3,9 millions de téléspectateurs[10] (première diffusion)

- Donald Sumpter (Maester Luwin)
- Roy Dotrice (Hallyne)
- Ron Donachie (Ser Rodrik Cassel)
- Gwendoline Christie (Brienne of Tarth)
- Natalia Tena (Osha)
- Gethin Anthony (Renly Baratheon)
- Ian Hanmore (Pyat Pree)
- Tom Wlaschiha (Jaqen H'ghar)
- Joseph Dempsie (Gendry)
- Eugene Simon (Lancel Lannister)
- Simon Armstrong (Qhorin Halfhand)
- Mark Stanley (Grenn)
- Finn Jones (Loras Tyrell)
- Ben Crompton (Eddison Tollett)
- Roxanne McKee (Doreah)
- Amrita Acharia (Irri)
- Steven Cole (Kovarro)
- Nonso Anozie (Xaro Xhoan Daxos)
- Gemma Whelan (Yara Greyjoy)
- Kristian Nairn (Hodor)
- Ben Hawkey (Hot Pie)
- Ralph Ineson (Dagmer)
- Forbes KB (Lorren)
- Fintan McKeown (Amory Lorch)
- Patrick Fitzsymons (Gerald Lannister)
- Art Parkinson (Rickon Stark)
- Aimee Richardson (Myrcella Baratheon)
- Anthony Morris (Tickler)

Alors que Renly se décide à accepter l'offre de Robb Stark, une ombre ayant la forme de Stannis Baratheon se glisse dans sa tente et l'assassine avant de disparaître. Brienne, présente sur les lieux avec Catelyn, est accusée à tort et doit s'enfuir avec cette dernière. Plus tard dans leur fuite, Brienne se met au service de Catelyn, voyant en elle une Lady courageuse. L'armée de Renly finit par rejoindre celle de Stannis qui arrive quelques heures plus tard sur les lieux. Les Tyrell ont déserté sous les conseils de Littlefinger pour préparer leur avenir, surtout celui de Margaery qui veut être « la » reine. Sir Davos souhaite parler de ce qu'il a vu dans la grotte, mais Stannis n'en a que faire. Le seigneur exige que son bras droit mène l'assaut maritime sur Port-Réal, mais lui concède que Mélisandre restera cette fois-ci en arrière. 
La nouvelle de la mort de Renly et le renforcement de Stannis viennent aux oreilles d'un Tyrion inquiet, mais Cersei refuse de dévoiler les plans du roi pour défendre la ville. Le nain découvre par l'intermédiaire de Lancel que sa sœur fait fabriquer du feu grégeois. Sceptique, Tyrion accompagné de Bronn part faire une visite chez Hallyne l'alchimiste, constatant en chemin la montée de la colère du peuple contre le roi. Une fois sur place, ils découvrent une quantité pharaonique de pots de feu grégeois sur lesquels Tyrion fait main basse. 
De son côté, Theon Greyjoy se prépare à appareiller pour attaquer et piller de simples villages côtiers. Mais se sentant inférieur à sa sœur, Theon ambitionne de conquérir le Nord afin d'obtenir le respect de son équipage et de son père. La menace arrive bientôt aux portes de Winterfell et Bran envoie des hommes pour soutenir les châteaux des bannerets, malgré ses rêves prémonitoires pessimistes.
Arya, désormais au service de Tywin, trouve en Jaqen H'ghar un nouvel allié. L'homme mystérieux devenu mercenaire, lui demande trois personnes à nommer qu'il tuera pour avoir sauvé sa vie ainsi que celle des hommes du chariot. Arya lui livre un premier nom, celui du tortionnaire surnommé le « Titilleur » ; peu après, l'homme est retrouvé mort.
Au-delà du Mur, la patrouille de Jeor Mormont arrive au Point des Premiers Hommes où elle retrouve celle de Qhorin Mimain, célèbre pour avoir passé tout un hiver seul en patrouille. Les hommes repèrent bientôt des guetteurs de Sauvageons. Qhorin explique que l'ennemi commandé par Mance Rayder - ancien de la Garde de Nuit – s'est rassemblé pour bientôt faire route vers un endroit plus sûr vers le sud. Voulant frapper le premier, Qhorin part à leur rencontre avec quelques hommes et Jon Snow se joint à eux.

### Épisode 6:Les Anciens et les Nouveaux Dieux
- États-Unis : 6 mai 2012 sur HBO[2]
- France :
  - 8 juillet 2012 sur Orange Cinéchoc[4]
  - 9 janvier 2014 sur Canal+
  - 13 octobre 2014 sur D8
- Québec : 16 septembre 2012 sur Super Écran

- États-Unis : 3,88 millions de téléspectateurs[11] (première diffusion)

- Donald Sumpter (Maester Luwin)
- Ron Donachie (Ser Rodrik Cassel)
- Natalia Tena (Osha)
- Michael McElhatton (Roose Bolton)
- Nonso Anozie (Xaro Xhoan Daxos)
- Nicholas Blane (Le Roi des épices)
- Tom Wlaschiha (Jaqen H'ghar)
- Rose Leslie (Ygritte)
- Gwendoline Christie (Brienne of Tarth)
- Oona Chaplin (Talisa)
- Simon Armstrong (Qhorin Halfhand)
- Ralph Ineson (Dagmer)
- Ian Beattie (Meryn Trant)
- Fintan McKeown (Amory Lorch)
- Forbes KB (Lorren)
- Amrita Acharia (Irri)
- Kristian Nairn (Hodor)
- Steven Cole (Kovarro)
- David Verrey (Acteur)
- Peter Ballance (Acteur)
- David Coakley (Acteur)
- Aimee Richardson (Myrcella Baratheon)
- Art Parkinson (Rickon Stark)
- Callum Wharry (Tommen Baratheon)
- Reg Wayment (Acteur)
- Aiden Condron (Acteur)
- Marko Juraga (Acteur)
- Rea Separovic (Acteur)
- Paul Caddell (Jacks)
- Aidan Crowe (Acteur)

Theon Greyjoy s'empare de Winterfell sans grand combat et assoit son autorité en décapitant maladroitement lui-même Ser Rodrik Cassel. Un soir, Osha trompe Theon en couchant avec lui ; elle tue ensuite un garde permettant à Hodor, Rickon et Bran et leurs loups respectifs de s'enfuir.
À Harrenhal, Tywin planifie sa prochaine attaque contre Robb. Il reçoit aussi Littlefinger qui lui propose une nouvelle alliance avec les Tyrell à condition que Margaery soit reine. Arya, présente aux réunions stratégiques, vole un parchemin planifiant une attaque contre Robb. Mais elle est surprise par Amory Lorch, un banneret de Tywin. Elle retrouve heureusement Jaqen à temps qui, à sa demande, tue rapidement Amory avant qu'il ne la dénonce.
Au camp de Rob, Catelyn rejoint son fils avec Brienne et lui rappelle son serment à Walder Frey en le voyant fréquenter Talisa. Mais la nouvelle de la prise de Winterfell arrive au camp. Pour garder l'avantage sur les Lannister, le banneret Roose Bolton fait prévenir son fils bâtard à Fort Terreur de lancer une attaque contre Theon.
Les nobles de Port-Réal assistent au départ de la princesse Myrcella vers Dorne. Peu après, la famille royale subit une révolte populaire dans les rues de la capitale, mais les gardes parviennent à protéger Joffrey, Tyrion, Cersei et Tommen jusqu'au palais. Sansa manque de mourir au milieu de l'émeute et n'échappe à une tentative de viol que grâce à l'intervention musclée du limier. La jeune femme est ensuite soignée par Shae à qui elle se confie.
Dans le grand nord, Qhorin et sa troupe parviennent à neutraliser les guetteurs et Jon capture Ygritte, une sauvageonne. Une fois interrogée par Qhorin, Jon décide de l'épargner mais la femme s'enfuit et va mettre les valeurs du bâtard à rude épreuve.

### Épisode 7:Un homme sans honneur
- États-Unis : 13 mai 2012 sur HBO[2]
- France :
  - 15 juillet 2012 sur Orange Cinéchoc[4]
  - 16 janvier 2014 sur Canal+
  - 20 octobre 2014 sur D8
- Québec : 23 septembre 2012 sur Super Écran

- États-Unis : 3,69 millions de téléspectateurs[12] (première diffusion)

- Donald Sumpter (Maester Luwin)
- Ian Hanmore (Pyat Pree)
- Art Parkinson (Rickon Stark)
- Nicholas Blane (Le Roi des épices)
- Nonso Anozie (Xaro Xhoan Daxos)
- Natalia Tena (Osha)
- Paul Caddell (Jacks)
- Michael McElhatton (Roose Bolton)
- Rose Leslie (Ygritte)
- Gwendoline Christie (Brienne de Tarth)
- Oona Chaplin (Talisa Maegyr)
- Ralph Ineson (Dagmer Cleftjaw)
- Laura Pradelska (Quaithe)
- John M. Stahl (Rickard Karstark)
- Karl Davies (Alton Lannister)
- Forbes KB (Black Lorren)
- Kristian Nairn (Hodor)
- Steven Cole (Kovarro)
- Ian Whyte (Gregor Clegane)
- Peter Ballance (Farlen)
- David Coakley (Drennan)
- Duncan Lacroix (Torrhen Karstark)

Quand il apprend que Bran et Rickon ont fui Winterfell, Theon Greyjoy les traque tout en martyrisant les villageois alentour. De retour dans la cité, il exhibe deux jeunes garçons brûlés vifs à l'effroi de tous et présentés comme les frères Stark.
À Harrenhal, Tywin fait exécuter tous suspects dans la mort d'Amory lorch, pensant être la cible de l'assassin. Il charge alors la Montagne de traquer sans merci la Fraternité sans bannière, quitte à massacrer ceux qui les aident. Parallèlement, Tywin invite Arya à déjeuner tout en parlant d'histoire, et constate que la jeune fille est cultivée.
Dans les montagnes du Nord, Jon Snow est mis à mal dans sa fierté quand Ygritte découvre que les Gardes de nuit ont fait vœu d'abstinence. Dans un moment d'inattention, Ygritte le surprend et s'enfuit jusqu'à faire tomber son poursuivant dans un guet-apens.
À Port-Réal, Sansa a ses premières règles et peut donc engendrer un héritier pour Joffrey. Cersei lui conseille de ne rester affable qu'avec ses enfants à naître et personne d'autre afin de rester forte. Tyrion lui s’inquiète auprès de sa sœur de l'incompétence du roi et de l'avenir de la Capitale sur laquelle la flotte de Stannis approche.
Alton Lannister revient au camp de Robb Stark et lui fait part du refus de la reine de négocier. Alton se retrouve alors enfermé avec son cousin Jaime. Talisa demande ensuite à Robb des fournitures pour soigner les blessés, et part accompagner le Roi du Nord à sa demande afin de se réapprovisionner. En son absence, Jaime en profite pour tuer froidement son cousin pour attirer et tuer son geôlier, Torhen, fils d'un banneret des Stark, avant de s'enfuir. Très vite appréhendé, le Régicide est menacé d'exécution par Rickard Karstark, le père du défunt, mais Catelyn Stark parvient à l'en dissuader. Au soir, la Lady menace à son tour le prisonnier...

### Épisode 8:Le Prince de Winterfell
- États-Unis : 20 mai 2012 sur HBO[2]
- France :
  - 22 juillet 2012 sur Orange Cinéchoc[4]
  - 16 janvier 2014 sur Canal+
  - 20 octobre 2014 sur D8
- Québec : 30 septembre 2012 sur Super Écran

- États-Unis : 3,86 millions de téléspectateurs[13] (première diffusion)

- Donald Sumpter (Maester Luwin)
- Natalia Tena (Osha)
- Oona Chaplin (Talisa Maegyr)
- Gwendoline Christie (Brienne of Tarth)
- Ralph Ineson (Dagmer Cleftjaw)
- Joseph Dempsie (Gendry)
- Gemma Whelan (Yara Greyjoy)
- Simon Armstrong (Qhorin Halfhand)
- Rose Leslie (Ygritte)

Yara Greyjoy arrive à Winterfell à son tour mais n'amène aucun renfort à son frère. Elle vient au contraire le chercher de peur qu'il ne meure loin de son île natale, mais Theon refuse d'abandonner le château qu'il a conquis. Les corbeaux porteurs de messages ayant été éliminés sous son ordre, personne n'est au courant de la mort de Rickon et Bran ; en réalité, des fils de fermiers que Theon a fait brûler vifs pour donner le change. Mestre Luwin finit par découvrir la vérité en croisant Osha revenue à Winterfell pour chercher de la nourriture.
Robb Stark apprend bientôt que sa mère a relâché Jaime Lannister pour pouvoir récupérer ses filles. Furieux et jugeant cela comme une trahison, il envoie du renfort pour traquer l'évadé. Jaime pourtant n'est pas seul, escorté et enchaîné par Brienne pour le ramener à Port-Réal en échange des filles Stark. Un soir, Robb se rapproche finalement de Talisa, quitte à rompre son serment d'épouser une des filles de Walder Frey.  
Tywin Lannister part de Harrenhal avec son armée pour aller au devant de celle de Robb. Arya demande à Jaqen H'ghar la mort de Tywin au plus vite mais ce dernier est déjà parti. Faute de pouvoir s'acquitter, Jaqen fait évader Arya ainsi que Tourte-Chaude et Gendry.
Tyrion met en place des tactiques militaires avec Varys pour prévenir l'attaque de Stannis de Port-Réal, incluant le Roi Joffrey dans la bataille pour motiver les troupes. Mais cela ne plait guère à Cersei, qui tient en sa possession Ros, qu'elle croit à tort être l’amante de Tyrion. Varys prévient aussi le nain que Daenerys possède trois dragons, bien que la Khaleesi n'ait toujours pas retrouvé « ses enfants ». Stannis Baratheon s’approche de plus en plus de la capitale avec ses navires, et promet à Davos de le nommer Main du Roi lorsqu’il montera sur le trône.

### Épisode 9:La Néra
- États-Unis : 27 mai 2012 sur HBO[2]
- France :
  - 29 juillet 2012 sur Orange Cinéchoc[4]
  - 23 janvier 2014 sur Canal+
  - 27 octobre 2014 sur D8
- Québec : 7 octobre 2012 sur Super Écran

- États-Unis : 3,38 millions de téléspectateurs[14] (première diffusion)

- Finn Jones (Loras Tyrell)
- Roy Dotrice (Hallyne)
- Julian Glover (Grand Maester Pycelle)
- Sahara Knite (Armeca)
- Eugene Simon (Lancel Lannister)
- Tony Way (Ser Dontos Hollard)
- Kerr Logan (Matthos Seaworth)
- Wilko Johnson (Ser Ilyn Payne)

L'arrivée des bateaux de Stannis Baratheon à Port-Réal est imminente. Au sein de la capitale, Tyrion et Shae partagent leur amour, Cersei se procure du poison auprès de Pycelle, Bronn, Sandor Clegane et les soldats profitent de l'alcool. Bientôt les cloches d'alerte sonnent. Cersei se prépare à l'état de siège, cachée avec son fils Tommen, Sansa, Shae et les autres femmes du palais, ainsi que Ser Ilyn, prêt à ne pas laisser les femmes se faire prendre vivantes sur ordre de la reine.
La flotte de Stannis arrive à la baie de la Néra. Du haut des remparts, Tyrion temporise malgré l'avis du roi Joffrey, et envoie un unique bateau sans équipage mais rempli de feu grégeois à la dérive. Bronn décoche ensuite une flèche enflammée sur le mortel liquide qui détruit une grande partie de la flotte de Stannis dans une gigantesque explosion. Ser Davos est projeté à la mer mais son fils Matthos n'y survit pas.
Stannis lance néanmoins l’assaut à terre à bord des barques restantes. Tyrion prépare la riposte avec des tirs d'archers et charge Sandor Clegane de diriger un bataillon au niveau de la Porte de la Gadoue. Les combats se déroulent désormais aux pieds des remparts, Lancel participe lui aussi mais est blessé par une flèche. Il part prévenir Cersei qui lui demande le retour de Joffrey dans ses appartements, et le roi se retire en délaissant ses hommes. La pyrophobie du Limier le fait également déserter la bataille. Avant de quitter la ville, il demande à Sansa de l'accompagner, ce qu'elle refuse.
Le courage et la témérité de Tyrion parviennent néanmoins à redonner confiance aux soldats. Ils neutralisent ainsi le bélier qui enfonçait la porte, mais la bataille tourne à l'avantage de Stannis. Tyrion est même trahi par l'un des Manteaux d'or qui le blesse au visage, avant d'être sauvé in extremis par Podrick Payne, son écuyer. Soudain, une armée de cavaliers sous la bannière du Lion charge les fantassins de Stannis qui sont défaits. Le seigneur de Peyredragon est exfiltré par ses hommes, Tyrion quant à lui gît au sol, le visage en sang.  
- Cet épisode est le seul de la saison à avoir été écrit par George R. R. Martin, auteur de la série de livres ayant inspiré la série télévisée.
- La chanson diffusée pendant le générique de fin est une chanson des partisans des Lannister, "Les Pluies de Castamere".

### Épisode 10:Valar Morghulis
- États-Unis : 3 juin 2012 sur HBO[2]
- France :
  - 29 juillet 2012 sur Orange Cinéchoc[4]
  - 23 janvier 2014 sur Canal+
  - 27 octobre 2014 sur D8
- Québec : 14 octobre 2012 sur Super Écran

- États-Unis : 4,2 millions de téléspectateurs[15] (première diffusion)

- Rose Leslie (Ygritte)
- Simon Armstrong (Qhorin Halfhand)
- Jason Momoa (Khal Drogo)
- Donald Sumpter (Maester Luwin)
- Gwendoline Christie (Brienne of Tarth)
- Nonso Anozie (Xaro Xhoan Daxos)
- Joseph Dempsie (Gendry)
- Julian Glover (Grand Maester Pycelle)
- Oona Chaplin (Talisa Maegyr)
- Ian Hanmore (Pyat Pree)
- Natalia Tena (Osha)
- Esmé Bianco (Ros)
- Finn Jones (Loras Tyrell)
- Tom Wlaschiha (Jaqen H'ghar)
- Mark Stanley (Grenn)
- Ben Crompton (Eddison Tollett)
- Ben Hawkey (Hot Pie)
- Ralph Ineson (Dagmer Cleftjaw)
- Roxanne McKee (Doreah)
- Steven Cole (Kovarro)
- Kristian Nairn (Hodor)
- Art Parkinson (Rickon Stark)
- Forbes KB (Lorren)
- Daniel Portman (Podrick Payne

Tyrion est en vie, mais défiguré et privé de tout pouvoir. Le soutiennent encore son fidèle écuyer Podrick, Varys ainsi que son amour Shae. En récompense de « sa » victoire sur l'armée de Stannis, Joffrey fait de Tywin Lannister la nouvelle Main du Roi et remercie également l'appui des Tyrell ainsi que Lord Baelish qui orchestra l'alliance. À la demande de Loras et sous les conseils de Cersei et Mestre Pycelle, le roi accepte d'épouser Margaery au détriment de Sansa. Se croyant libre de l'emprise du roi, Sansa est néanmoins rappelée par Littlefinger qui lui rappelle qu'il n'en est rien, tout en lui promettant son soutien. De son côté, Varys invite la prostituée Ros à espionner Littlefinger pour son compte.
Brienne de Torth continue d'accompagner Jaime à Port-Réal, obligée de supporter l'arrogance et les provocations de ce dernier. Mais le régicide assiste au talent de la cavalière qui élimine, à elle seule, trois hommes de Robb Stark responsables de la mort de filles de taverne. Malgré les conseils de sa mère, Robb trahit sa promesse envers les Frey et épouse Talisa dans l'intimité. 
À Peyredragon, Stannis rumine sa défaite et s'en prend à Mélisandre. Mais la prêtresse rouge continue d'avoir foi dans le Seigneur de la Lumière et promet à Stannis une grande victoire.
Assiégé par les Bolton à Winterfell, Theon Greyjoy tente de motiver le peu d'hommes qu'il commande à livrer l'ultime bataille. Mais les Fer-nés le trahissent en l’assommant et son second Dagmer poignarde Mestre Luwin qui tentait de s'interposer. Plus tard, Bran, Rickon, Osha et Hodor sortent de leur cachette. Ils découvrent leur demeure brûlée et Mestre Luwin au Bois sacré, mourant, qui leur conseille de partir vers Châteaunoir. Le Mestre demandera à Osha de l'achever.
Arya et ses amis croisent à nouveau la route de Jaqen H'ghar. Elle apprend qu'il est un assassin du groupe des Sans-Visage de Braavos et souhaite devenir comme lui, mais pas avant d'avoir retrouvé sa famille. Jaqen lui offre alors une pièce qui lui permettra de le retrouver, ainsi que les mots « Valar Morghulis ».
À Qarth, Daenerys Targaryen pénètre dans la tour des Nonmourants où elle fait face à des visions : la salle du Trône de Port-Réal, dévastée et remplie de cendres, puis l’extérieur du Mur où elle découvre une tente occupée par Khal Drogo et leur enfant, Rhaego. Pyat Pree, le Conjurateur, apparaît alors et enchaîne Daenerys avec ses dragons pour la vie, afin que sa magie puisse croître avec eux. Mais elle le surprend et ordonne à ses trois enfants de le brûler vif. Enfin libre, la Khaleesi fait enfermer Xaro dans son propre coffre fort - vide de surcroît - ainsi que Doreah, la servante qui l'a trahie, avant que Jorah et les Dotraki ne pillent la demeure du Roi de Qarth.
- Les visions de Daenerys dévoilent une partie des événements qui se dérouleront durant les dernières saisons.